# Піндун (повіт)
Піндун (屏東縣; піньїнь: Píngdōng Xiàn, Wade-Giles: Pʻing²-tung¹ Hsien⁴; POJ: Pîn-tong-koān) — повіт, розташований на півдні Тайваня. Він має теплий тропічний мусонний клімат і відомий своїм сільським господарством і туризмом. У повіті розташований Національний парк Кеньдін, найстаріший національний парк Тайваню. Адміністративний центр округу — місто Піндун.

## Історія

### Рання історія
Корінні мешканці острова Люцю (13 км на південний захід від Тайваню, нині частина повіту Піндун) двічі вбивали голландських моряків. У відповідь навесні 1636 року голландські моряки здійснили каральну кампанію, яка стала відомою як Різанина на острові Ламей.
Сучасний повіт Піндун і місто Гаосюн були частиною Банліан-чіу (萬年州; Бан-ліан-чиу) під час Царства Туннинга (1661—1683) і Префектури Фоншань (山縣; Хонг-соан-коан) під час правління династії Цин (1683—1895).
До XVII століття ця територія Тайваню була місцем заслання китайських злочинців і зрідка пунктом висадки міжнародних мореплавців. Існували лише поселення поблизу сучасного міста Чеченг. У 1664 році поселенці хакка прибули з материкового Китаю і почали господарювати за присадибною системою, запровадженою Чжен Цзіном.
Місто Піндун, найбільше місто повіту, також відоме як «А-Кау» (阿猴; A-kâu, англ. «ліс»), було домівкою Корінного населення рівнин.
У 1684 році поселенці з південного регіону Фуцзянь створили перші ханьські села поблизу Пінгтунга. До 1734 року більша частина рівнини Пінгтунг була оброблена, а в 1764 році Пінгтунг був розширений. У 1836 році уряд і місцеві жителі спільно побудували чотири стіни міста (Північні ворота, Східні ворота, Західні ворота і Південні ворота), а також завершили будівництво доріг.
У березні 1867 року чотирнадцять американських моряків були вбиті поблизу Кеньдін місцевими аборигенами під час інциденту Ровера, що призвело до провалу американської експедиції на Формозу через три місяці. У 1871 році місцеві аборигени вбили 54 моряків з Рюкю під час Муданського інциденту. Японці провели каральну кампанію проти місцевих аборигенів під час японського вторгнення на Тайвань у 1874 році.

### Японська імперія
Під час японського правління (1895—1945), підпрефектура Ходзан (японська: 山支廳); спочатку була під Tainan Ken (яп. 臺南縣) (臺南縣), але політичний поділ часто змінювався між 1895 і 1901 роками. У 1901 році було засновано Akō Chō (яп. 阿猴廳). У 1909 році назва змінилася на Akō Chō (яп. 阿緱廳). У 1920 році назва була змінена на місто Гейто і перебувало під управлінням префектури Такао, до складу якої входили сучасні округи Пінгтунг і Гаосюн.

### Китайська Республіка
Після передачі Тайваню від Японії до Китайської Республіки 25 жовтня 1945 року, територія сучасного повіту Піндун була включена до складу повіту Гаосюн 25 грудня 1945 року. 16 серпня 1950 року був створений повіт Піндун, відокремлений від повіту Гаосюн. 1 грудня 1951 року місто Піндун було понижене в статусі з провінційного міста до міста з повітовим управлінням і стало повітовим центром округу Піндун.
Піндун був місцем землетрусу магнітудою 7,1 бала 26 грудня 2006 року. У 2009 році через тайфун Моракот у Піндуну випало понад 2 500 міліметрів опадів, що побило рекорди для будь-якого місця на Тайвані, яке постраждало від одного тайфуну.

## Географія
З площею понад 2775 км2 Піндун — п'ятий за величиною округ Тайваню та другий за величиною округ Південного Тайваню після міста Гаосюн. Географічно межує з містом Гаосюн на півночі, з повітом Тайдун на сході, Тайванською протокою на заході та каналом Баші на півдні. Острови, які перебувають під управлінням повіту, включають Сяо Лючіу (острів Ламай; 琉球嶼) і Цисін'ян (Сім зіркових рифів;七星岩).

## Адміністративний поділ
| Адміністративний поділ |
| WutaiSandimenGaoshuLigangYanpuJiuruPingtungChangzhiLinluoNeipuWandanZhutian)WanluanChaozhouXinyuanKandingNanzhouXinpiDonggangLiuqiuLinbianJiadongFangliaoMajiaTaiwuLaiyiChunriShiziFangshanChechengMudanManzhouHengchunQixingyan↓ |

Повіт Піндун складається з 1 міста, 3 міських селищ, 21 сільських селищ і 8 гірських селищ корінних народів. Повіт Піндун має найбільшу кількість сільських селищ і гірських корінних селищ серед усіх повітів Тайваню..

## Економіка
Сільське господарство та рибальство домінують в економіці повіту. В останні роки повіт також просуває туризм, який становив 30 % туристичної індустрії Тайваню в 2015 році.
У лютому 2014 року уряд округу оголосив про план розвитку промислового центру, який складається з сервісного центру, майстерні та концертного майданчика. Метою є сприяння розвитку галузей промисловості, які використовують унікальні культурні атрибути племені ліналі. 22 вересня 2015 року Національна рада розвитку оприлюднила трирічний масштабний план розвитку, спрямований на стимулювання економіки округу шляхом перетворення затоки Дапенг, містечка Донгган і острова Ламай на рибальський, рекреаційний і туристичний центр.